# Isacovici Salomon
Salomon Isacovici (n. 1924, Sighetu Marmației, România – d. 1998, Ecuador) a fost un scriitor ecuadorian originar din România, supraviețuitor al Holocaustului.
Salomon Isacovici a fost unul dintre cei opt copii ai unei familii de fermieri evrei. În copilărie a studiat atât cursurile hederului cât și ale ieșivei locale. În anul 1944 a fost deportat, alături de întreaga familie, în lagărele de concentrare de la Auschwitz și Birkenau unde, deși împușcat, a scăpat cu viață și a fost transferat în lagărul Gross-Rosen de unde a fost eliberat de armata americană.
Revenit în Sighet, și-a găsit casa ocupată și întreaga avere furată. S-a alăturat mișcării sioniste cu intenția de a emigra în Palestina dar a renunțat la această idee în 1948, când și-a urmat iubita în Ecuador. În 1958, i s-a acordat cetățenia ecuadoriană.
În Ecuador a lucrat ca tractorist și apoi administrator într-o fermă din Pasochoa, la circa 20 km de Quito, devenind un om de afaceri de succes și prosper. Aici și-a dedicat o bună parte din timp spre a lupta pentru drepturile indigenilor ecuadorieni, lucrători în agricultură, care erau tratați de autorităților spaniole într-un mod similar cu felul în care au fost tratați evreii în lagărele de concentrare, sub ocupația nazistă. Această luptă i-a provocat o serie de neplăceri din partea unor prelați romano-catolici locali. Una din neplăceri a fost și oprirea de la publicare a romanului „A7393: Hombre de Cenizas” („A7393: Omul de Cenușă” - pentru care i-a fost acordat premiul Fernando Jeno.) pe care l-a putut publica abia în anul 1990 în Mexic. Din păcate, Salomon Isacovici n-a trăit să apuce și apariția versiunii cărții în limba engleză, în anul 1999, sub titlul „Man of Ashes”, deoarece a murit de cancer la 8 februarie 1998.